# Albert Taylor
Albert „Al” Taylor (ur. 20 maja 1911 w Belleville, zm. 9 września 1988 w Hamilton) – kanadyjski wioślarz, brązowy medalista olimpijski.
Wystąpił na igrzyskach olimpijskich w Los Angeles w 1932, gdzie Kanadyjczycy w składzie: Earl Eastwood, Joseph Harris, Stanley Stanyar, Cedric Liddell, Harry Fry, William Thoburn, Donald Boal, Albert Taylor i George MacDonald (sternik) zdobyli brązowy medal w ósemkach. W finale o 2,8 sekundy wyprzedziła ich osada Stanów Zjednoczonych, a o 2,6 sekundy Włosi. Był to jego jedyny start olimpijski.
Ponadto na igrzyskach Imperium Brytyjskiego w Hamilton w 1930 również zdobył brązowy medal w tej konkurencji.
Taylor z zawodu był policjantem.